# アエルマッキ アラ・ビアンカ
アエルマッキ アラ・ビアンカ（Aermacchi Ala Bianca）はイタリアの企業アエルマッキが1957年から1965年にかけて製造したオートバイ。[Ala Bianca]は「白い翼」の意。

## 来歴
アエルマッキの排気量150ccよりも大きなエンジンを搭載したオートバイは、1956年に発売されたキメラ175だったが、フルカバードのボディと独特の外観から市場では受け入れられなかった。そこで同社はエンジンを隠さない一般的なオートバイの投入を決定した。
当初発売された175ccのオートバイ2車種のうち、エンジン出力が低いモデルがアラ・ビアンカだった。より強力なエンジンを備えたアラ・ロッサも発売された。

## 技術的特徴

### エンジンと駆動系
アラ・ロッサには空冷単気筒4ストロークエンジンが、シリンダーをほぼ水平な状態で搭載された。クランクシャフト左端には湿式多板クラッチがあり、これを通して常時噛合式4速トランスミッションにエンジン出力が伝達される。トランスミッションはエンジン右側のシフトペダルで操作され、1速は踏み込みである。後輪はチェーンで駆動された。
2つのオーバーヘッドバルブはエンジン下側のカムシャフトからプッシュロッドとロッカーアームを介して駆動される。エンジン右側にはバッテリー点火（バッテリー：6V/7Ah）のためのコンタクトブレーカーが配置されている。
混合気は前傾タイプで18のストロークを持つ円形のスライドバルブを備えたキャブレターからエアフィルター無しで供給される。ガソリンタンク容量は18リットルとされた。クロームメッキされたエキゾーストパイプは車体右側に引き回され、末端にダブテイルを備えた葉巻型マフラーがに接続される。

### フレームとシャシー
アラ・ロッサには鋼管鋼板併用のバックボーンフレームが使用された。リアスイングアームは車体左右の2本のクッションユニットで支持された。フロントフォークは倒立式テレスコピックフォークとなっている。

### ホイールとブレーキ
17インチのスポークホイールにはフルハブ型のドラムブレーキが備えられた。リアブレーキはエンジン左側のブレーキペダルでリンクを介して操作され、フロントブレーキはレバーによるワイヤー作動とされた。

### 主要諸元
以下の情報が確認可能である。
| 形式                    | アラ・ビアンカ            |
| 製造期間                | 1957 – 1965               |
| 排気量                  | 172.4 cm³                 |
| ボアｘストローク        | 60 mm × 61 mm             |
| 圧縮比                  | 7.1 : 1                   |
| 最大出力                | 9.35 PS (6.8 kW)          |
| 発生回転数              | 6500/min.                 |
| トランスミッション      | 4速                       |
| ホイールベース          | 1270 mm                   |
| 寸法（全長x全幅x全高）  | 1920 mm × 600 mm × 880 mm |
| 乾燥重量                | 110 kg                    |
| タイヤ                  | 2.50″ × 17″ / 3.00″ × 17″ |
| ブレーキ、フロント/リア | ドラム、160 mm/140 mm     |
| 最高速度                | 105 km/h                  |
| 燃費                    | 約 2.75 l / 100 km        |